# Pensió no contributiva
La Pensió no contributiva de jubilació assegura a tots els ciutadans en situació de jubilació i en estat de necessitat una prestació econòmica, assistència mèdica i farmacèutica gratuïta i serveis socials complementaris, encara que no s'hagi cotitzat o s'hagi fet de manera insuficient per tenir dret a una Pensió Contributiva.

## Característiques a Espanya
Les pensions no contributives per jubilació s'abonen a catorze mensualitats més dues pagues extraordinàries a l'any. La quantia de la Pensió no Contributiva s'estableix de forma individualitzada per a cada persona beneficiària de la mateixa. Amb la finalitat de determinar aquesta quantia, es tenen en consideració les rendes o ingressos de què disposi bé individualment o, si no n'hi ha, les rendes o ingressos anuals de tots els membres de la seva Unitat Econòmica de Convivència. Anualment, a través de la Llei de pressupostos generals de l'Estat s'actualitzen els imports de rendes mínimes que permeten la percepció de pensions no contributives. Les pensions no contributives són incompatibles:
- amb la pensió no contributiva d'invalidesa;
- amb les Pensions Assistencials (PAS), i;
- amb els Subsidis de Garantia d'Ingressos Mínims (SGIM) i per Ajuda de Tercera Persona (SATP) de la Llei d'Integració Social de les persones amb discapacitat (LISMI), així com amb la condició de causant de l'Assignació Familiar per Fill a Càrrec amb Discapacitat.